# Sanjay Dutt
Sanjay Dutt född 29 juli 1959, är en indisk bollywoodskådespelare. Han är son till skådespelarparet Sunil Dutt och Nargis